# Coupe Intertoto 1992
Navigation
Édition précédente Édition suivante
La Coupe Intertoto 1992 est la 26e édition de la Coupe Intertoto non organisée par l'UEFA. La compétition se déroule du 20 juin au 26 juillet 1992.
40 équipes provenant de 12 nations sont réparties en dix groupes de quatre et s'affrontent à deux reprises. 
Aucun vainqueur n'est désigné à l'issue de la compétition estivale.

## Groupes
Une victoire rapporte deux points, un match nul un point et une défaite zéro point.

### Groupe 1
| Rang | Équipe                  | Pts | J | G | N | P | Bp | Bc | Diff |  | Résultats (▼ dom., ► ext.) |     |     |     |     |
| ---- | ----------------------- | --- | - | - | - | - | -- | -- | ---- |  | -------------------------- | --- | --- | --- | --- |
| 1    | FC Copenhague           | 9   | 6 | 4 | 1 | 1 | 14 | 8  | +6   |  | FC Copenhague              |     | 1-3 | 5-3 | 2-1 |
| 2    | Sigma Olomouc           | 6   | 6 | 2 | 2 | 2 | 9  | 8  | +1   |  | Sigma Olomouc              | 1-1 |     | 3-1 | 1-1 |
| 3    | Admira Wacker Vienne    | 5   | 6 | 2 | 1 | 3 | 10 | 14 | -4   |  | Admira Wacker Vienne       | 0-2 | 1-0 |     | 3-2 |
| 4    | Grasshopper Club Zurich | 4   | 6 | 1 | 2 | 3 | 9  | 12 | -3   |  | Grasshopper Club Zurich    | 0-3 | 3-1 | 2-2 |     |

### Groupe 2
| Rang | Équipe            | Pts | J | G | N | P | Bp | Bc | Diff |  | Résultats (▼ dom., ► ext.) |     |     |     |     |
| ---- | ----------------- | --- | - | - | - | - | -- | -- | ---- |  | -------------------------- | --- | --- | --- | --- |
| 1    | Siófok Bányász SK | 8   | 6 | 3 | 2 | 1 | 9  | 6  | +3   |  | Siófok Bányász SK          |     | 1-1 | 2-2 | 1-0 |
| 2    | AC Sparta Prague  | 6   | 6 | 2 | 2 | 2 | 9  | 8  | +1   |  | AC Sparta Prague           | 2-1 |     | 3-1 | 2-1 |
| 3    | SK Vorwärts Steyr | 5   | 6 | 2 | 1 | 3 | 10 | 14 | -4   |  | SK Vorwärts Steyr          | 1-3 | 2-0 |     | 2-1 |
| 4    | Lausanne-Sport    | 4   | 6 | 1 | 2 | 3 | 9  | 12 | -3   |  | Lausanne-Sport             | 0-1 | 1-1 | 1-0 |     |

### Groupe 3
| Rang | Équipe          | Pts | J | G | N | P | Bp | Bc | Diff |  | Résultats (▼ dom., ► ext.) |     |     |     |     |
| ---- | --------------- | --- | - | - | - | - | -- | -- | ---- |  | -------------------------- | --- | --- | --- | --- |
| 1    | Bayer Uerdingen | 10  | 6 | 5 | 0 | 1 | 8  | 4  | +4   |  | Bayer Uerdingen            |     | 1-0 | 1-0 | 2-0 |
| 2    | BK Häcken       | 6   | 6 | 2 | 2 | 2 | 12 | 8  | +4   |  | BK Häcken                  | 1-2 |     | 3-0 | 0-0 |
| 3    | FC Saint-Gall   | 4   | 6 | 1 | 2 | 3 | 8  | 10 | -2   |  | FC Saint-Gall              | 0-1 | 3-3 |     | 2-2 |
| 4    | FC Stahl Linz   | 4   | 6 | 1 | 2 | 3 | 7  | 13 | -6   |  | FC Stahl Linz              | 3-1 | 2-5 | 0-3 |     |

### Groupe 4
| Rang | Équipe            | Pts | J | G | N | P | Bp | Bc | Diff |  | Résultats (▼ dom., ► ext.) |     |     |     |     |
| ---- | ----------------- | --- | - | - | - | - | -- | -- | ---- |  | -------------------------- | --- | --- | --- | --- |
| 1    | Karlsruher SC     | 7   | 6 | 2 | 3 | 1 | 12 | 9  | +3   |  | Karlsruher SC              |     | 2-2 | 4-1 | 4-2 |
| 2    | BSC Young Boys    | 6   | 6 | 2 | 2 | 2 | 13 | 12 | +1   |  | BSC Young Boys             | 2-2 |     | 3-1 | 3-1 |
| 3    | Halmstads BK      | 6   | 6 | 3 | 0 | 3 | 11 | 13 | -2   |  | Halmstads BK               | 2-0 | 2-1 |     | 4-3 |
| 4    | Austria Salzbourg | 5   | 6 | 2 | 1 | 3 | 12 | 14 | -2   |  | Austria Salzbourg          | 0-0 | 4-2 | 2-1 |     |

### Groupe 5
| Rang | Équipe          | Pts | J | G | N | P | Bp | Bc | Diff |  | Résultats (▼ dom., ► ext.) |     |     |     |     |
| ---- | --------------- | --- | - | - | - | - | -- | -- | ---- |  | -------------------------- | --- | --- | --- | --- |
| 1    | Rapid Vienne    | 7   | 6 | 3 | 1 | 2 | 13 | 10 | +3   |  | Rapid Vienne               |     | 1-1 | 3-1 | 1-0 |
| 2    | Helsingborgs IF | 7   | 6 | 2 | 3 | 1 | 11 | 13 | -2   |  | Helsingborgs IF            | 2-1 |     | 4-3 | 1-1 |
| 3    | Brøndby IF      | 5   | 6 | 2 | 1 | 3 | 14 | 14 | 0    |  | Brøndby IF                 | 3-5 | 5-1 |     | 1-0 |
| 4    | VfL Bochum      | 5   | 6 | 1 | 3 | 2 | 7  | 8  | -1   |  | VfL Bochum                 | 3-2 | 2-2 | 1-1 |     |

### Groupe 6
| Rang | Équipe       | Pts | J | G | N | P | Bp | Bc | Diff |  | Résultats (▼ dom., ► ext.) |     |     |     |     |
| ---- | ------------ | --- | - | - | - | - | -- | -- | ---- |  | -------------------------- | --- | --- | --- | --- |
| 1    | Lyngby BK    | 9   | 6 | 4 | 1 | 1 | 10 | 5  | +5   |  | Lyngby BK                  |     | 2-1 | 3-1 | 2-0 |
| 2    | SM Caen      | 6   | 6 | 2 | 2 | 2 | 6  | 5  | +1   |  | SM Caen                    | 1-0 |     | 1-1 | 2-0 |
| 3    | Schalke 04   | 6   | 6 | 2 | 2 | 2 | 11 | 11 | 0    |  | Schalke 04                 | 1-2 | 1-1 |     | 4-2 |
| 4    | RKC Waalwijk | 3   | 6 | 1 | 1 | 4 | 6  | 12 | -6   |  | RKC Waalwijk               | 1-1 | 1-0 | 2-3 |     |

### Groupe 7
| Rang | Équipe            | Pts | J | G | N | P | Bp | Bc | Diff |  | Résultats (▼ dom., ► ext.) |     |     |     |     |
| ---- | ----------------- | --- | - | - | - | - | -- | -- | ---- |  | -------------------------- | --- | --- | --- | --- |
| 1    | Slovan Bratislava | 9   | 6 | 4 | 1 | 1 | 18 | 11 | +7   |  | Slovan Bratislava          |     | 5-1 | 2-2 | 5-2 |
| 2    | Váci FC           | 8   | 6 | 4 | 0 | 2 | 13 | 10 | +3   |  | Váci FC                    | 2-3 |     | 2-0 | 5-2 |
| 3    | AGF Aarhus        | 5   | 6 | 1 | 3 | 2 | 6  | 7  | -1   |  | AGF Aarhus                 | 2-0 | 0-1 |     | 1-1 |
| 4    | Kiruna FF         | 2   | 6 | 0 | 2 | 4 | 8  | 17 | -9   |  | Kiruna FF                  | 2-3 | 0-2 | 1-1 |     |

### Groupe 8
| Rang | Équipe           | Pts | J | G | N | P | Bp | Bc | Diff |  | Résultats (▼ dom., ► ext.) |     |     |     |     |
| ---- | ---------------- | --- | - | - | - | - | -- | -- | ---- |  | -------------------------- | --- | --- | --- | --- |
| 1    | Aalborg BK       | 10  | 6 | 4 | 2 | 0 | 11 | 2  | +9   |  | Aalborg BK                 |     | 3-0 | 3-0 | 2-1 |
| 2    | Hammarby IF      | 5   | 6 | 2 | 1 | 3 | 8  | 10 | -2   |  | Hammarby IF                | 0-0 |     | 3-2 | 3-0 |
| 3    | Dordrecht'90     | 5   | 6 | 1 | 3 | 2 | 7  | 10 | -3   |  | Dordrecht'90               | 1-1 | 2-1 |     | 1-1 |
| 4    | 1. FC Sarrebruck | 4   | 6 | 1 | 2 | 3 | 6  | 10 | -4   |  | 1. FC Sarrebruck           | 0-2 | 3-1 | 1-1 |     |

### Groupe 9
| Rang | Équipe             | Pts | J | G | N | P | Bp | Bc | Diff |  | Résultats (▼ dom., ► ext.) |     |     |     |     |
| ---- | ------------------ | --- | - | - | - | - | -- | -- | ---- |  | -------------------------- | --- | --- | --- | --- |
| 1    | Slavia Prague      | 11  | 6 | 5 | 1 | 0 | 16 | 4  | +12  |  | Slavia Prague              |     | 0-0 | 3-0 | 3-1 |
| 2    | Bayer Leverkusen   | 6   | 6 | 2 | 2 | 2 | 8  | 7  | +1   |  | Bayer Leverkusen           | 1-3 |     | 1-1 | 3-0 |
| 3    | Hapoël Petah-Tikva | 5   | 6 | 1 | 3 | 2 | 7  | 11 | -4   |  | Hapoël Petah-Tikva         | 1-3 | 3-2 |     | 2-2 |
| 4    | Maccabi Netanya    | 2   | 6 | 0 | 2 | 4 | 4  | 13 | -9   |  | Maccabi Netanya            | 1-4 | 0-1 | 0-0 |     |

### Groupe 10
| Rang | Équipe                              | Pts | J | G | N | P | Bp | Bc | Diff |  | Résultats (▼ dom., ► ext.)          |     |     |     |     |
| ---- | ----------------------------------- | --- | - | - | - | - | -- | -- | ---- |  | ----------------------------------- | --- | --- | --- | --- |
| 1    | FC Lokomotiv Gorna Oryahovitsa (en) | 8   | 6 | 3 | 2 | 1 | 6  | 6  | 0    |  | FC Lokomotiv Gorna Oryahovitsa (en) |     | 1-0 | 2-0 | 2-0 |
| 2    | Lokomotiv Sofia                     | 6   | 6 | 2 | 2 | 2 | 8  | 7  | +1   |  | Lokomotiv Sofia                     | 0-0 |     | 3-1 | 1-1 |
| 3    | FC Argeș Pitești                    | 5   | 6 | 2 | 1 | 3 | 11 | 10 | +1   |  | FC Argeș Pitești                    | 5-0 | 1-2 |     | 3-3 |
| 4    | Rapid Bucarest                      | 5   | 6 | 1 | 3 | 2 | 8  | 10 | -2   |  | Rapid Bucarest                      | 1-1 | 3-2 | 0-1 |     |